# Nine Antico
Pour les articles homonymes, voir Antico.
Virginie Antico, dite Nine Antico, est une illustratrice, auteure de bande dessinée, scénariste et réalisatrice de cinéma française, née le 23 septembre 1981 en Seine-Saint-Denis.

## Biographie
Née le 23 septembre 1981 en Seine-Saint-Denis,, Nine Antico (de son vrai prénom Virginie) échoue aux concours d'écoles d'art, et travaille dans l'audiovisuel. Mais, passionnée de musique et de dessin, elle devient une dessinatrice de rock indé, et crée d'abord son propre fanzine Rock This Way. Elle collabore ou a collaboré avec Discobabel, Minimum Rock'n'Roll, Nova Magazine, Trax, Rendez-Vous Magazine, Jhon Magazine, NeverEnding, Double et Muteen. Elle a aussi réalisé des illustrations pour la collection Céline Collard automne/hiver en 2007, et participé aux expositions Art's Factory Winter Show en 2007 et agnès b. Border Line en 2005.
En 2008, avant de choisir un métier « sérieux », elle publie la BD Le Goût du paradis qui est un succès. Depuis, les publications de BD ou romans graphiques se suivent,,. Elle est par exemple la seule autrice à avoir deux albums dans la sélection officielle du festival d'Angoulême 2011,.
Elle réalise en 2013 le court métrage Tonite, interprété par la comédienne Sophie-Marie Larrouy. Ce film est adapté d'une de ses bandes dessinées éponyme.
Elle écrit le scénario de Il était 2 fois Arthur, servi par le dessin de Grégoire Carlé et paru en 2019, sur les trajectoires de Jack Johnson et Arthur Cravan.
Elle réalise en 2020 son premier long métrage, Playlist, une comédie en noir et blanc avec Sara Forestier, sortie en 2021,. Elle est par ailleurs l'autrice des dessins de l'héroïne Raf du film La Fracture de Catherine Corsini.
En 2024, son album Madones et Putains est en sélection officielle du Festival International de la Bande Dessinée d'Angoulême. La même année, elle y obtient sa propre exposition à l'Hôtel Saint-Simon et signe une des affiches officielles de l'édition du festival.

## Publications

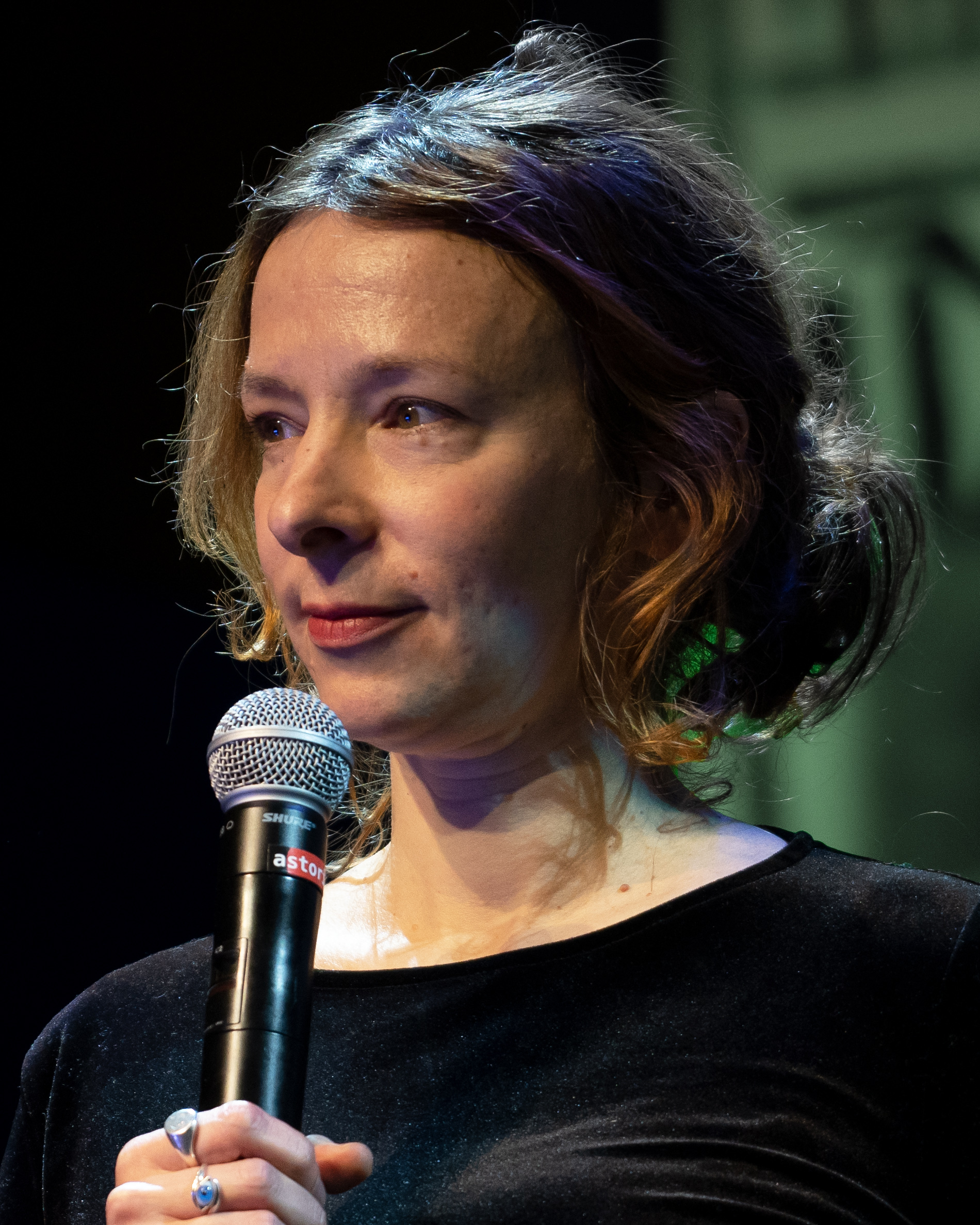
Nine Antico au Festival d'Angoulême 2023, en tant que membre du jury.

- Le Goût du paradis, Éd. Ego Comme X, 2008,  (ISBN 2-910946-66-5)
- Coney Island Baby, Éd. L'Association, 2010  (ISBN 978-2-84414-393-8)[13] (Sélection officielle du Festival d'Angoulême 2011[6])
- Girls Don't Cry, Éd. Glénat, 2010  (ISBN 978-2-72347-381-1) (Sélection officielle du Festival d'Angoulême 2011[6])
- Tonight, Éd. Glénat, coll. 1000 Feuilles, 2012  (ISBN 978-2-7234-8346-9)
- I Love Alice, Éd. Les Requins Marteaux, coll. BD-Cul, 2012  (ISBN 978-2-84961-133-3)
- Autel California : Face A- Treat me nice, L'Association, coll. Ciboulette, 2014  (ISBN 978-2-84414-522-2)
- Autel California : Face B- Blue Moon, L'Association, coll. Ciboulette, 2016  (ISBN 978-2-84414-630-4)
- America, Glénat, coll. 1000 Feuilles, 2017  (ISBN 978-2344016992)
- Nous étions dix, Albin Michel, 2018
- Il était deux fois Arthur (scénario), avec Grégoire Carlé (dessin), Dupuis, coll. Aire libre, 2019  (ISBN 979-1-03-473127-5) (BNF 45797898)
- Madones et putains, Dupuis, coll. Aire libre, 144 pages, janvier 2023  (ISBN 979-1-03-475874-6)

## Filmographie
Sauf indication contraire, les informations mentionnées dans cette section peuvent être confirmées par les bases de données cinématographiques  présentes dans la section « Liens externes ».
- 2013 : Tonite (court métrage)
- 2021 : Playlist